# Vorwärts
Vorwärts (en català "Endavant") fou l'òrgan central del Partit Socialdemòcrata d'Alemanya fundat el 1876. Després del Congrés de Halle (1891), s'anà publicant diàriament com a successor del Berliner Volksblatt, fundat el 1884. Avui en dia es publica mensualment i s'envia a tota la militància del partit.

## Història
El periòdic es fundà com a fusió del Volsstaat d'Eisenach i el Neue Sozialdemokrat lassallià de l'Associació General de Treballadors d'Alemanya. Els seus primers editors foren Wilhelm Hasenclever i Wilhelm Liebknecht. Tant Friedrich Engels com Kurt Tucholsky escrigueren al periòdic. La seva línia editorial recolzà als economistes marxistes de l'Imperi Rus i, després de la divisió del partit, a l'ala menxevic. Publicà articles de Trotski, però no publicà cap de Lenin.
Durant la Primera Guerra Mundial, s'oposà a la política del partit coneguda com a Burgfrieden, per a posicionar-se en favor del pacifisme i la neutralitat fins a l'any 1916, poc després que Rudolf Hilferding fos cridat a files a l'exèrcit austríac. El rellevà Friedrich Stampfer com a editor en cap i s'encarregà de redreçar la línia de l'òrgan cap a les tesis del partit (rebent l'acusació de xovinista per part de la meitat del camp socialista). El periòdic s'oposà dràsticament a la Revolució d'Octubre de 1917, mantenint-se ferm amb el compromís d'intentar assolir el parlamentarisme a Alemanya.
L'any 1923, va perdre un judici per difamacions contra Adolf Hitler, i hagué de pagar-li 6 milions de marcs. L'editorial acusà Hitler de rebre finançament de «jueus estatunidencs i Henry Ford». Durant el període nazi, es prohibí el Partit Socialdemòcrata d'Alemanya, i en conseqüència la seva publicació s'hagué d'aturar l'any 1933 a Alemanya, tot i que persistí a l'exili, fins 1938 a Txecoslovàquia i fins 1940 a París.
L'any 1948 es refundà com a Neuer Vorwärts ("Nou Endavant") i l'any 1955 tornà a recuperar el seu nom original. Avui en dia té una periodicitat mensual i posa en circulació uns 515.000 exemplars perquè s'envia a tota la militància del partit.